# 山飒
山飒（Shan Sa，1972年10月26日—），本名阎妮，生于北京的一个法国著名作家。1990年她离开中国前往巴黎。在中国的时候，她出版了四本诗集。从1994年到1996年，她为画家巴尔蒂斯工作。《围棋少女》（La Joueuse de go）是她第一部在法国以外地区出版的小说，2001年在法国出版，成为畅销书之一，2002年出中文版，2003年译成英文，现已被译成32种文字。2009年7月获得艺术及文学勋章骑士勋位。2011年5月获得法国国家功绩勋章骑士勋位。

## 简歷
山飒，本名阎妮，旅法著名作家、画家，生于北京，现居巴黎。7岁开始写诗发表诗作，并入门书法和绘画。8岁起在《诗刊》、《人民文学》、《人民日报》等刊物上发表。11岁出版第一本诗集。她的诗曾获全国少年儿童诗歌大赛第一名。15岁前，出版诗集和小说散文集《阎妮的诗》、《雪花下》、《红蜻蜓》、《再来一次春天》等，加入北京作家协会，是当时最年轻的作协会员。20世纪中国著名诗人作家艾青、严文井、刘心武、谢冕等都对她赞赏有加。她的诗歌作品收入中国小学教材。
17岁时，山飒离开中国赴巴黎留学，通过法国会考后，进入卢浮宫学院和法兰西神学院研修艺术史和哲学。出于对艺术的酷爱，遍访巴黎、雅典、罗马、威尼斯、马德里、巴塞罗那、里斯本、伦敦、爱丁堡、布鲁塞尔、阿姆斯特丹、斯德哥尔摩、布拉格、莫斯科等文化名城，各地博物馆的丰富馆藏，使其得到极大的艺术教育。
1994年，山飒受其最亲密的女友春美邀请到瑞士，结识20世纪伟大的美术大师之一巴尔蒂斯及其夫人节子（日本画家），使她在东西方艺术交汇的艺术天地里获得难得的一次耳濡目染的人生际遇。在她担任巴尔蒂斯秘书的两年里，大师的创作实践使她深受熏陶，大师的艺术精神升华了她对艺术的理解。这时，在她开始尝试学习西方绘画的同时，还参与组织在台北、香港和北京的巴尔蒂斯作品回顾展。
1997年，山飒重返法国。她出版在巴尔蒂斯家生活期间用法语创作的第一部长篇小说《天安门》，此书获得法国龚古尔处女作奖。之后，出版长篇小说《柳的四生》（1999年，荣膺卡兹奖），《围棋少女》（2001年，摘取了龚古尔高中生文学奖），此书被译成32种文字，发行全世界；还出版长篇小说《尔虞我诈》、《女皇》（被译成20种文字）、《亚洲王》、《裸琴》和散文集《清晨四时，能否在东京相见。她的儿时创作的诗“鼠年致老鼠”被国内小学教材选用。她的小说作品在法国、日本被选做中学附助教材。她还出版了法语诗集《凛风快剑》、书画集《镜中丹青》、《靄靄停雲》。
作为画家，自2001年起，于文学创作同时，开始了自己的绘画生涯，其画作参与巴黎、上海、纽约等重要国际画展，曾在日本Chanel Nexus画廊和高岛屋百货画廊及美国马伯乐画廊和巴黎保樂利加当代艺术展览中心举办个人画展，2010年在上海、2011年在澳门举办个人画展。
山飒于2009年荣获法国文化艺术骑士勋位。2011年，山飒荣获法国荣誉军团骑士勋位。2004年，2010年，山飒受中法两国领导人邀请，两次代表华人艺术家参加在巴黎香舍丽榭宫举行的迎接胡锦涛主席的国宴。

## 获奖情况

### 中国获奖情况
- 1984年，获中国儿童诗歌大赛第一名。
- 1988年，获教育部银帆奖。
- 1989年，当选为北京希望之星。
- 2004年，《围棋少女》中译本获中国作家协会小说大奖。

### 法国获奖情况
- 1990至1994年，为奖励她在中国期间的文学创作成就，在多位中国作家的推荐下，获法国政府奖学金。
- 1997年，第一部法语小说《天安之门》获龚古尔小说处女作奖、文学新星奖、法兰西学院文学创作鼓励奖、中国新年文学奖。
- 1999年，《柳的四生》获卡斯奖。
- 2001年，《围棋少女》获青少年龚古尔奖。
- 2005年，《女皇》获袖珍丛书读者大奖。

### 美国获奖情况
- 2002年，《围棋少女》英译本获桐山奖。

## 勋 章
- 2009年，山飒荣获法国文化艺术骑士勋位。
- 2011年，山飒荣获法国荣誉军团骑士勋位。

## 画  展
法国巴黎
- 2001年，巴黎Adler画廊举办个人画展。
- 2002年，巴黎Adler画廊举办个人画展。
- 2004年，巴黎中国之家举办个人画展。
- 2004年，巴黎Berthet-Aittouarès画廊举办画展。
- 2004年，作品由巴黎Berthet-Aittouarès画廊选送巴黎艺术节。
- 2009年，巴黎保樂利加现代艺术展览中心举办个人画展。

美国纽约
- 2005年，作品由纽约马伯乐画廊(Gallery Marlborough)选送亚洲艺术节。
- 2006年，作品由纽约马伯乐画廊选送亚洲艺术节。
- 2008年，马伯乐画廊举办个人画展。

美国迈阿密
- 2009年，作品由沃特豪斯&道的画廊(Gallery Waterhouse & Dodd)
- 选送MIA迈阿密国际艺术节。

蒙特卡罗
- 2007年，摩纳哥马伯乐画廊举办画展。

日本东京
- 2007年，在银座Chanel Nexus画廊举办个人画展。
- 2007年，在东京高岛屋百货画廊(Takashimaya Department Store Gallery)举办个人画展。

日本名古屋
- 2008年，在名古屋高岛屋百货画廊(Takashimaya Department Store Gallery)举办个人画展。

上海
- 2007年，作品由纽约马伯乐画廊选送上海现代艺术绘画展。
- 2008年，作品由纽约马伯乐画廊选送上海现代艺术绘画展。
- 2009年，博雅珊艺术中心举办个人画展。
- 2010年，博雅珊艺术中心举办个人画展。
- 2011年，博雅珊艺术中心举办个人画展。

黎巴嫩
- 2010年，作品由沃特豪斯&道的画廊(Gallery Waterhouse & Dodd)选送黎巴嫩国际艺术节。

澳门
- 2011年，受澳门基金会、澳门艺术博物馆之邀在澳门举办山飒个人水墨回顾展。

## 著 作
中国期间
- 1983年，出版第一本诗集《阎妮的诗》（广东人民出版社）。
- 1988年，出版诗集《红蜻蜓》（新蕾出版社）。
- 1989年，出版诗集《雪花下》（上海少儿出版社）。
- 1990年，出版诗集《再来一次春天》（四川少儿出版社）。

法国期间
- 1997年，出版第一本法语小说《天安门》（Le Rocher出版社）。
- 1999年，出版小说《柳的四生》（Grasset出版社）。
- 2000年，出版法语诗集《凛风快剑》（William Blake & Co出版社）。
- 2001年，出版小说《围棋少女》（Grasset出版社），小说被译成三十二种文字。
- 2002年，出版画册《镜中丹青》（Albin Michel出版社）。
- 2002年，《围棋少女》中译本分别由大陆春哥风出版社、香港明报出版社和台湾远流出版社出版。
- 2003年，出版小说《女皇》（Albin Michel出版社），小说在二十多个国家翻译出版。
- 2005年，出版小说《尔虞我诈》（Albin Michel出版社）。
- 2006年，出版小说《亚洲王》（Albin Michel出版社）。
- 2009年，出版画册《霭霭停云》（L’Archipel出版社）。
- 2010年，出版小说《裸琴》（Albin Michel出版社）。
- 2011年，《柳的四生》中译本有上海书店出版社出版。